# Wintersleep
Wintersleep is een Canadese indierockband, opgericht in 2001.

## Geschiedenis
De eerste twee albums van Wintersleep kwamen uit bij Dependent Music, een label en artiestencollectief dat zijn oorsprong in 1994 vond in Yarmouth, Nova Scotia. In 2006 tekende de band bij Labwork Music, een gezamenlijk platenlabel van Sonic Unyon en EMI Music Canada en bracht de twee eerste albums opnieuw uit, met extra bonustracks en video's. Het debuutalbum werd bovendien door Laurence Currie opnieuw gemixt en geremasterd. In 2007 bracht de groep het album Welcome to the Night Sky uit. 
In 2008 won Wintersleep de Juno Award voor "Nieuwe groep van het jaar". 
New Inheritors verscheen in mei 2010 en is grotendeels opgenomen terwijl de band op tournee was. In 2012 verscheen het vijfde album, Hello Hum.
Het Wintersleep-nummer "Weighty Ghost" werd gebruikt in de film One Week uit 2008 en in de televisieserie Being Human in 2011. In 2013 werd hetzelfde nummer gebruikt als thema voor de Canadese televisieserie Cracked.

## Discografie

### Albums
- 2003 - Wintersleep
- 2005 - (Titelloos)
- 2007 - Welcome to the Night Sky
- 2010 - New Inheritors
- 2012 - Hello Hum
- 2016 - The Great Detachment
- 2019 - In the Land Of

### Singles
- 2007 - "Weighty Ghost"
- 2008 - "Oblivion"
- 2010 - "Black Camera"
- 2010 - "New Inheritors"
- 2010 - "Trace Decay"
- 2010 - "Preservation"
- 2012 - "In Came the Flood"
- 2012 - "Nothing is Anything (Without You)"
- 2016 - "Amerika"
- 2016 - "Spirit"
- 2017 - "Freak Out"
- 2019 - "Free Fall / Fading Out"
- 2019 - "Beneficiary"